# Traité de Liverdun
Le traité de Liverdun est un traité signé à Liverdun, le 26 juin 1632, entre le roi de France, Louis XIII, et le duc de Lorraine, Charles IV, lors de la guerre de Trente Ans.
Par ce traité, le roi s'engageait à rendre au duc la ville et le château de Bar-le-Duc, la ville et le château de Saint-Mihiel et Pont-à-Mousson ainsi que les pays occupés.
En contrepartie, le duc s'engageait :
- à remettre au roi, pour quatre ans, les villes et châteaux de Stenay et Jametz avec les munitions et l'artillerie qui s'y trouvaient ;
- à lui céder Clermont-en-Argonne ;
- à lui faire hommage pour le duché de Bar ;
- à observer les cinq premiers articles du traité signé à Vic, le 6 janvier 1632 ;
- à joindre ses armes à celles du roi, à l'assister dans toutes les guerres qu'il pourrait entreprendre et à laisser le passage libre aux troupes françaises.

Par un article secret, le frère de Charles, Nicolas-François, évêque de Toul et cardinal de Lorraine, se rendait otage jusqu'à l'entière exécution du traité.